# San Francisco International Airport (televisieserie)
San Francisco International Airport is een Amerikaanse televisieserie die werd uitgezonden van 28 oktober 1970 t/m 25 augustus 1971. De serie liep slechts 1 seizoen van 6 afleveringen. De serie maakte deel uit van NBC's Four in One.

## Verhaal
De serie draait om de gebeurtenissen op San Francisco International Airport. Centraal in de serie staat manager Jim Conrad, gespeeld door Lloyd Bridges. Andere personages zijn Bob Hattan (het hoofd van de beveiliging) en June (Conrad’s secretaresse).
In de serie kregen de hoofdpersonages in elke aflevering te maken met problemen die een echt vliegveld ook konden overkomen zoals demonstrerende omwonenden, technische problemen aan vliegtuigen en kapingen.

## Achtergrond
De serie werd geïntroduceerd met de televisiefilm San Francisco International. In deze film werd de rol van Jim Conrad nog gespeeld door Pernell Roberts. Hoewel deze film niet goed werd ontvangen door critici, besloot men toch door te gaan met de serie.
Lloyd Bridges speelde later een parodie op het personage Jim Conrad in de film Airplane!.

## Afleveringen
1. Emergency Alert
2. We Once Came Home To Parades
3. Hostage
4. Crisis On Runway 28
5. Supersonic Transport
6. The High Cost Of Nightmares

## Cast
- Lloyd Bridges … Jim Conrad
- Clu Gulager ... Bob Hatten
- Barbara Sigel ... Suzie Conrad
- Barbara Werle ... June